# Argyra setimana
Argyra setimana är en tvåvingeart som beskrevs av Friedrich Hermann Loew 1859. Argyra setimana ingår i släktet Argyra och familjen styltflugor. Arten är reproducerande i Sverige. Inga underarter finns listade i Catalogue of Life.